# Renfert
Der  Renfert war ein deutscher Kleinwagen, der zwischen 1924 und 1925 in Beckum gebaut wurde.
Dem Antrieb diente ein Zweizylinder-Zweitaktmotor mit 780 cm³ Hubraum.

## Quelle
- Werner Oswald: Deutsche Autos 1920–1945, 10. Auflage, Motorbuch Verlag Stuttgart (1996), ISBN 3-87943-519-7, Seite 454